# Selenops bani
Selenops bani är en spindelart som beskrevs av Alayón 1992. Selenops bani ingår i släktet Selenops och familjen Selenopidae. Inga underarter finns listade i Catalogue of Life.